# 奧地利未來聯盟
奧地利未來聯盟（德語：Bündnis Zukunft Österreich，BZÖ）是由約爾格·海德爾與其他奧地利自由黨成員於2005年4月3日所成立的奧地利右派保守主義政黨。2009年4月6日，黨大會選出約瑟夫·布赫爾（Josef Bucher）為新任黨魁。
由於未來聯盟在其成立後不久的聯邦選舉中表現不佳，許多評論家認為該黨將在2006年奧地利大選後消失。然而，該黨在該次選舉中獲得4.1%的得票率，拿下7席國民議會議員席次。2006年6月，彼得·威斯騰塔勒（Peter Westenthaler）就任黨魁，但在2008年8月因偽證定罪而辭職。海德爾在2008年8月30日重新擔任黨魁，並成為2008年奧地利大選的奧地利總理參選人。該黨得票率在本次選舉提升至10.70%，國民議會席次從7席增加至21席。
該黨初期的黨魁與政綱都變動頻繁。直到布赫爾就任後，該黨在維也納舉行第一次「聯盟政綱」（Bündnisprogramm）設立，由600名黨代表公開投票。該黨目前的政治傾向為「右派自由主義」（rechtsliberal），主要代表中產階級。
為了展現黨的不同，黨徽在2011年1月30日克恩頓黨大會更換成簡單的橙色矩形加上黨名簡稱，並開始發起新運動「已付夠了！」（Genug gezahlt!），代表厭煩負擔新稅（如歐盟支援希臘的金融安全網）的納稅人已經付夠了。

## 成立
約爾格·海德爾在自由黨內與海因茨-克里斯狄安·史特拉赫、安德雷亞斯·莫爾澤（Andreas Mölzer）、愛華德·史塔德勒（Ewald Stadler）等人的嚴重分歧導致未來聯盟的誕生。2005年4月3日，該黨黨章依照奧地利法律存放在聯邦內政部，隔天正式宣布成立。
2005年4月6日，該黨黨章發表於《維也納報》（Wiener Zeitung）的正式公報，首次大會在4月17日於薩爾茲堡舉行，確立該黨綱領。
未來聯盟是奧地利第二共和第一個未參與任何選舉就進入執政聯盟的政黨。在與奧地利人民黨的執政聯盟中，未來聯盟獲得副總理和兩個部長職位。

## 黨魁
- 約爾格·海德爾：2005年–2006年
- 彼得·威斯騰塔勒：2006年–2008年
- 約爾格·海德爾：2008年8月–2008年10月11日
- 史蒂芬·佩茲納（Stefan Petzner）：2008年11月12日–2008年11月19日
- 赫伯特·薛伯納（Herbert Scheibner）：2008年11月19日–2009年4月26日
- 約瑟夫·布赫爾：2009年4月26日–現今

## 黨員
2005年4月17日第一屆黨大會，海德爾被選為黨魁。奧地利副總理與基礎建設部長休伯特·戈爾巴赫（Hubert Gorbach）擔任黨團主席，海克·特雷莫（Heike Trammer）與卡琳·加斯汀格（Karin Gastinger）擔任副手。國民議會議員及前自由黨秘書長屋維·紹伊希（Uwe Scheuch）擔任發言人。2006年9月24日，卡琳·加斯汀格離開未來聯盟。
其他重要成員有：
- 社會安全部長與前自由黨領袖烏爾蘇拉·哈布納
- 國民議會副議長湯瑪斯·普林茨霍恩（Thomas Prinzhorn）
- 自由黨國民議會黨團主席赫伯特·薛伯納

然而，上述成員只有赫伯特·薛伯納辭去自由黨黨員，其他人都還保有兩黨黨員身分。但在自由黨宣布他們不接受任何同時加入其他政黨的黨員後，自由黨臨時黨魁希爾馬·卡巴斯（Hilmar Kabas）在2008年4月7日開除海德爾黨籍。另外，自由黨克恩頓州領袖馬丁·史特魯茲（Martin Strutz）及前黨團主席庫爾特·紹伊希（Kurt Scheuch）也同樣遭到開除黨籍。卡巴斯表示任何為其他政黨黨員的人將取消自由黨黨員身分。

## 政策
未來聯盟自稱是「擺脫意識形態但有遠見且注重傳統價值」。但部分政策與自由黨截然不同
- 增加直接民主制
- 由民族國家組成的歐洲
- 限制一個班級中母語為非德語的學生比例不得大於30%
- 反對土耳其加入歐盟，而是維持歐洲夥伴關係。
- 在歐盟內建立一個包括奧地利的「核心歐洲」
- 支持社會市場經濟
- 企業的就業與環境規範最小化
- 引進托賓稅
- 支持小型企業
- 引進統一稅率25%的企業稅
- 提高政府的研發支出並增加20%以上的研究獎勵給予小型與新成立研究公司
- 提高職業教育地位
- 引進單一稅
- 托兒減稅
- 歐盟層級的綠色稅收轉移
- 嚴格控制移民
- 奧地利中立地位的公民投票
- 6歲至15歲兒童的綜合學校
- 義務學前教育
- 兒童與移民的義務性德語課程
- 支持有機農業
- 農業再國有化
- 「公平且嚴格」的庇護法律
- 建立綠卡制度做為移民程序的一部份
- 二分國民議會、聯邦政府、州議會、聯邦州政府
- 取消義務兵役制並由志願軍代替
- 增加支持青少年義工
- 聯邦範圍內統一的未成年人保護條款

### 走向中間偏右新道路
在海德爾過世後，未來聯盟必須找出新的道路。2008年10月，議會主席布赫爾表示希望將黨轉至中間偏右路線。
2009年3月的薩爾茲堡地方選舉，該黨只獲得3.7的得票率未能進入州議會，而克恩頓地方選舉，該黨獲得44.9的支持率繼續執政。
2009年，愛華德·史塔德勒、格哈德·胡伯（Gerhard Huber）和克里斯多福·哈根（Christoph Hagen）分別成為下奧地利、提洛州、福拉爾貝格州黨主席。
但在秋天，該黨在福拉爾貝格與上奧地利地方選舉只獲得1.2%和2.83%的支持率（其中海德爾之姐烏爾蘇拉·哈布納是上奧地利州首位候選人），無緣進入州議會。

2009年10月15日，該黨表示其政治立場為中間偏右，表達他們比奧地利自由黨更為溫和的立場。未來聯盟定義自身為經濟自由主義與社會保守主義。
近期政綱的一項改變是支持引進類似美國的綠卡制度以限制移民，相較之下，右派自由黨尚未提出可行的移民政策。
該黨方向產生變化的重要里程碑是2009年12月16日的克恩頓黨員脫黨行動。部分克恩頓黨部脫黨（對布赫爾的新方向感到失望）並改名為克恩頓自由黨。未來聯盟克恩頓黨部在2010年1月30日成立。

2010年5月2日，未來聯盟於維也納召開會議，制定黨綱並經公開投票通過。
其中，中小企業、公民與政治權、停止各州的強制成員身分和個人自由是未來聯盟的主要議題。該黨反對新稅並支持更多改革。

施蒂利亞州選舉，該黨拿下2.98的得票率。吉拉德·格羅茲（Gerald Grosz）為首位候選人。
2010年維也納州選舉，該黨提名沃爾特·松萊特納（ Walter Sonnleitner）為首位候選人，測試新的右派自由主義路線。該黨得票率為1.33%。格羅茲隨後批評這項結果，並開始擔憂下次大選。

2011年1月7日，布赫爾表示格羅茲隨時可離開，格羅茲隨後表示他們對於「中間偏右中產階級路線」已達成共識。

布赫爾與格羅茲之後在社會役（Zivildienst）議題上充分合作，他們提出「公民協助」（Bürgerhilfe）的政策，主張志願者可獲得1300歐元補助與稅收優惠，並且更容易進入公務部門，使得這項政策將吸引志願者參與。

### 與其他政黨的同異
雖然該黨常被認為與自由黨同樣為極右派，但兩者有著些許不同。
自由黨與未來聯盟都是歐洲懷疑主義政黨，兩黨在2006年大選都主張減少移民、反對土耳其加入歐盟。
2008年大選，自由黨主張降低低收入家庭的佣金、收債公司拖欠信費用、和冬季燃料費做為對抗通膨的手段。奧地利綠黨希望促進可再生能源的轉換，以降低能源價格。
奧地利社會民主黨主張降低佣金與嚴格控管價格。未來聯盟與自由黨任為主要問題在上漲的燃料價格：自由黨要求訂定燃料價格上限，而未來聯盟也希望能減少燃料稅。未來聯盟宣布展開人民倡議「立刻停止價格！」，呼籲立刻停止上漲的價格。然而，由於必要的準備時間，民眾簽署這項倡議的時間將從選後開始，因此限制其影響力。
社會民主黨、人民黨與綠黨在議會未表決的情況下簽署里斯本條約，只有自由黨與未來聯盟沒有簽署。但事後，社會民主黨表示歐盟未來的條約應如同愛爾蘭，交由人民公投決定。人民黨與綠黨反對任何關於里斯本條約的公投，社會民主黨要求未來歐盟條約需舉行公投，自由黨要求舉行里斯本條約的公投，甚至要求舉行脫離歐盟的公投。而未來聯盟支持舉行里斯本條約的公投，但反對脫離歐盟。
同樣的，未來聯盟與自由黨對於奧地利聯邦議會的未來也有著明顯差異。自由黨期望提高聯邦議會地位至真正的「聯邦參議院」（Länderkammer）並轉移其權限至「州長會議」（Landeshauptleute-Konferenz）。未來聯盟希望廢止聯邦議會，轉移其權限至「州長會議」。

## 人民支持

### 早期
未來聯盟的第一個測驗是2005年10月的州選舉。10月2日施蒂利亞州選舉，未來聯盟僅獲得1.7%的支持率。
10月9日布根蘭州選舉，該黨未參選。10月23日維也納選舉，該黨得票率只有1.2%，而自由黨在海因茨-克里斯狄安·史特拉赫的帶領之下拿下驚人的14.9%。
對於這些結果，重要成員並沒有明確呼籲雙方領導人修補裂痕。然而。未來聯盟之後在選舉中未能獲得認同，自由黨黨魁史特拉赫應有更好的位置去聯合兩方。但這項情況在2008年大選後改變。

### 國民議會的勝利
在海德爾領導之下，未來聯盟在2007年9月28日的大選中獲得勝利，得票率10.80%。該黨席次增加兩倍來到21席，成為第四大黨。
未來聯盟參加歐洲議會選舉獲得4.58%的得票率。

## 選舉結果

### 議會選舉
| 年度 | # 得票數 | % 得票率 | # 席次 |
| ---- | -------- | -------- | ------ |
| 2006 | 193,539  | 4.1%     | 7      |
| 2008 | 522,933  | 10.7%    | 21     |

### 歐洲議會選舉
| 年度 | # 得票數 | % 得票率 | # 席次 |
| ---- | -------- | -------- | ------ |
| 2009 | 131,261  | 4.6%     | 1      |

目前愛華德·史塔德勒為歐洲議會議員。

## 爭議

### 黨名
該黨的行銷是由海德爾多年盟友葛諾特·倫波爾德（Gernot Rumpold）負責。根據媒體報導，未來聯盟成立之前曾參考過許多黨名。「未來聯盟」可能會與德國同名政黨產生衝突，該黨反對「海德爾黨」奪取該名字。「未來聯盟」長期代表該黨的非暴力、社會、生態、和民主思想。 該黨成員特別關注在歐洲選舉中與奧地利政黨產生混淆，不想產生關聯。

## 外部連結
维基共享资源上的相關多媒體資源：奧地利未來聯盟
- 官方網站
- 奧地利未來聯盟青年組織